# Верле, Пьер
Пьер Верле (фр. Pierre Verlet; 29 марта 1908, Париж — 9 декабря 1987, там же) — французский музейный хранитель и искусствовед.
Пьер Верле получил образование в Национальной школе хартий, расположенной в парижской Сорбонне, и в Школе Лувра.
Он занимал пост хранителя коллекций предметов искусства в парижском Лувре в период с 1945 по 1965 и с 1968 по 1972 годы, и являлся известным экспертом в области французского декоративного искусства и предметов обстановки начиная с эпохи средневековья и заканчивая дореволюционной Францией (эмаль, драгоценные камни, изделия из бронзы и драгоценных металлов, предметы Севрского фарфора, гобелены Савоннери и прочее).
Пьер Верле по просьбам зарубежных музеев составлял инвентаризацию их фондов (Уодсдонский особняк Ротшильдов, Коллекция Фрика, Фонд Гюльбенкяна). Его исследования и опубликованные работы о королевских интерьерах XVIII века по сей день пользуются авторитетом.
Пьер Верле имел учёное звание профессора в Школе Лувра («Histoire des arts appliqués à l’industrie», 1944—1953 годы; «Décoration des grandes demeures françaises», 1954—1965 годы), и его учениками являются многие современные специалисты в области французского декоративного искусства, к примеру, Даниель Алькуф (фр. Daniel Alcouffe), прежний директор Департамента предметов искусства музея Лувра, Жан-Пьер Бароли (фр. Jean-Pierre Baroli), первооткрыватель мебельного клейма BVRB (Bernard Van Riesen Burgh), Джеффри де Беллэйг (фр. Geoffray de Bellaigue), прежний директор Британского королевского собрания.
Его дочь Бландин Верле (1942—2018) была известной французской клавесинисткой и преподавателем.